# Bulbophyllum makoyanum
Bulbophyllum makoyanum är en orkidéart som först beskrevs av Heinrich Gustav Reichenbach, och fick sitt nu gällande namn av Henry Nicholas Ridley. Bulbophyllum makoyanum ingår i släktet Bulbophyllum och familjen orkidéer. Inga underarter finns listade i Catalogue of Life.

## Bildgalleri

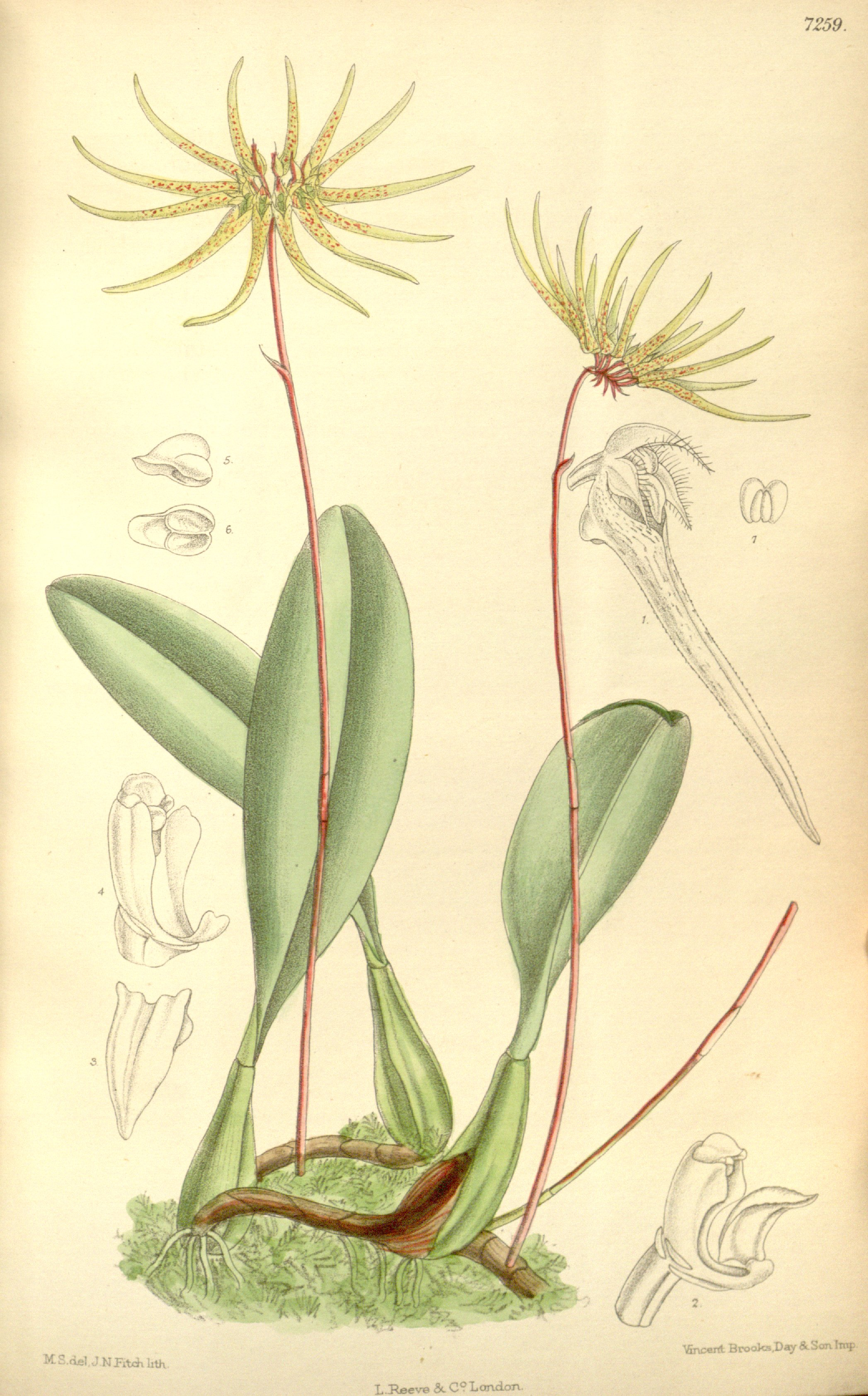